# Balsfjorden

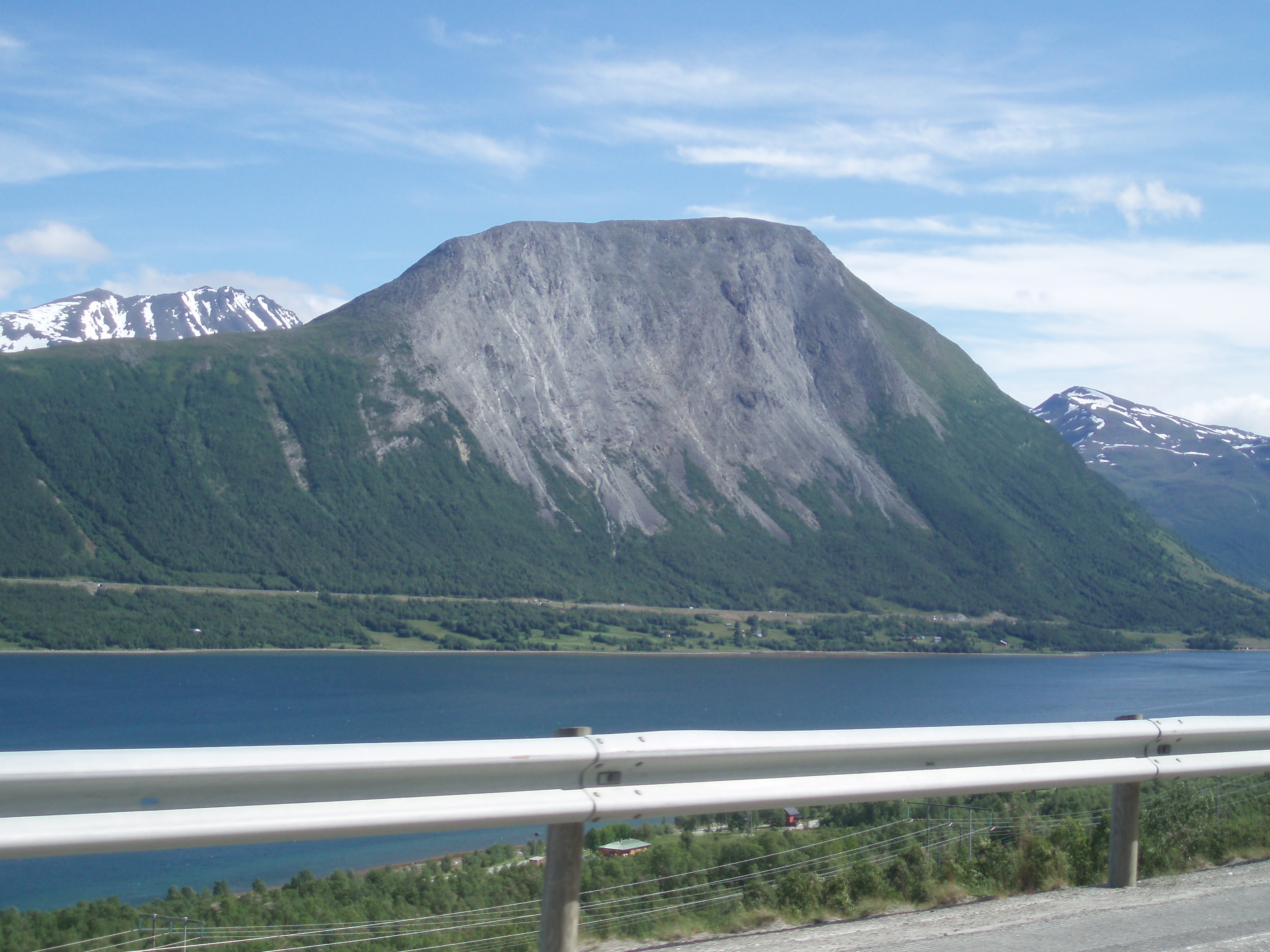
Nordkjosbotn i innersta delen av Balsfjorden

Balsfjorden är en fjord i Troms fylke i Norge.
Fjorden omges av bergiga och höglänta stränder. Inget större vattendrag rinner ut i fjorden, men genom en grund dalsträckning står den i förbindelse med Lyngenfjorden och genom två mindre bergspass med Målsälvdalen. Trakten är känd för sin vackra och storartade natur. 
Centralorten Storsteinnes i Balsfjords kommun ligger vid Balfjorden. Tio kilometet norr om Storsteinnes ligger Balsfjords kyrka, med Hällristningsfältet i Tennes i närheten.